# Kościół św. Marii Magdaleny w Sernikach
Kościół świętej Marii Magdaleny – rzymskokatolicki kościół parafialny należący do parafii pod tym samym wezwaniem (dekanat Lubartów archidiecezji lubelskiej).
Obecna świątynia została wybudowana w latach 1758–1766 i ufundowana przez Eustachego Potockiego, generała artylerii litewskiej. Projektanem kościoła był Jakub Fontana. Budowla została konsekrowana w 1779 roku. Świątynia przeszła gruntowny remont na początku XX wieku, wówczas między innymi została podniesiona wieża i została założona nowa, marmurowa posadzka. Kolejne, duże remonty zostały przeprowadzone w latach 70. XX wieku i w latach 2002–2003.

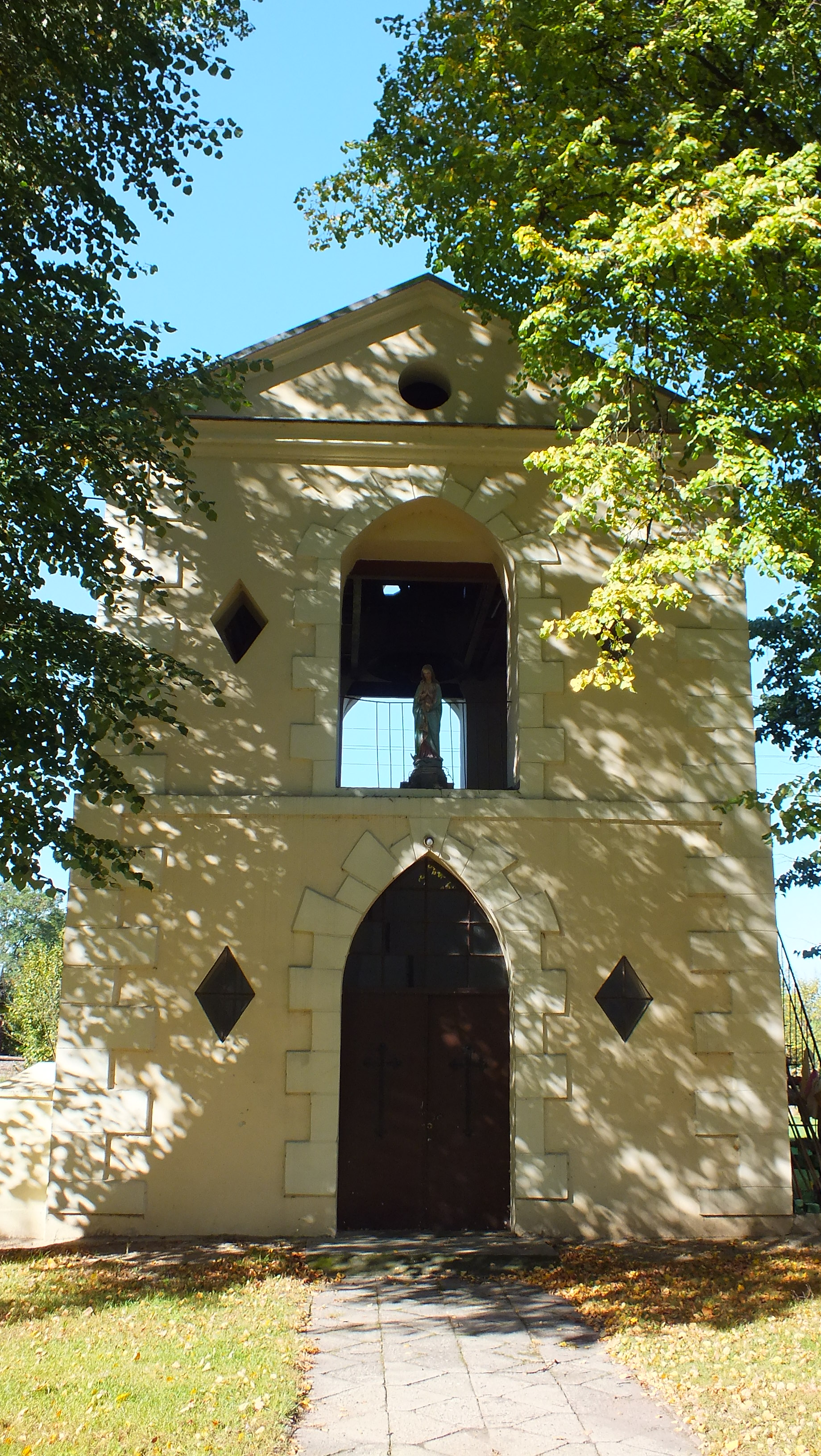
Dzwonnica

Budowla reprezentuje styl późnobarokowy, z elementami stylu wczesnoklasycystycznego. Świątynia jest orientowana, murowana, wzniesiona z cegły i otynkowana. Korpus jest centralizującą, trójprzęsłową halą ścienno-filarową, z nawą o zaokrąglonych wewnątrz narożnikach. Nawa jest ujęta w prostokątne kaplice. Przy szerszym przęśle środkowym posiadają formę transeptu i są ryzalitowo wysunięte na zewnątrz. Przy przęsłach skrajnych są mniejsze i posiadają otwarte empory. W narożnikach korpusu są umieszczone klatki schodowe (od strony wschodniej koliste, od strony zachodniej kwadratowe). Od zachodu znajduje się czworokątna wieża, posiadająca tę samą szerokość co nawa i wbudowana w połowie w korpus. W jej przyziemiu jest umieszczona kruchta, natomiast na piętrze znajduje się chór muzyczny. Prezbiterium jest nieco węższe w stosunku do nawy, posiada tę samą wysokość co nawa i jedno przęsło. W jego przedłużeniu znajduje się niższy, prostokątny aneks z zakrystią, kruchtą i klatką schodową oraz skarbcem na piętrze. W narożnikach między nawą a prezbiterium są umieszczone ćwierćkoliste, niskie kruchty, z których wchodzi się do prezbiterium i na klatki schodowe do empor. Pod prezbiterium znajduje się krypta grobowa z zamurowanym wejściem.